# لورانس إس. فيليبس
لورانس إس. فيليبس (بالإنجليزية: Lawrence S. Phillips)‏ هو فاعل خير ورائد أعمال أمريكي، ولد في 20 مارس 1927، وتوفي في 11 سبتمبر 2015.